# Брезова Ребер при Двору
Брезова Ребер при Двору (словен. Brezova Reber pri Dvoru) је насељено место у општини Жужемберк, регија Југоисточна Словенија, Словенија.

## Историја
До територијалне реорганизације у Словенији била је у саставу старе општине Ново Место.

## Становништво
У попису становништва из 2011. године, Брезова Ребер при Двору је имала 41 становника.
| Број становника према пописима | Број становника према пописима | Број становника према пописима |
| ------------------------------ | ------------------------------ | ------------------------------ |
| 1991                           | 2002                           | 2011                           |
| 56                             | 43                             | 41                             |

Напомена: До 1955. исказивано под именом Брезова Ребер.